# Decomunistizzazione in Ucraina

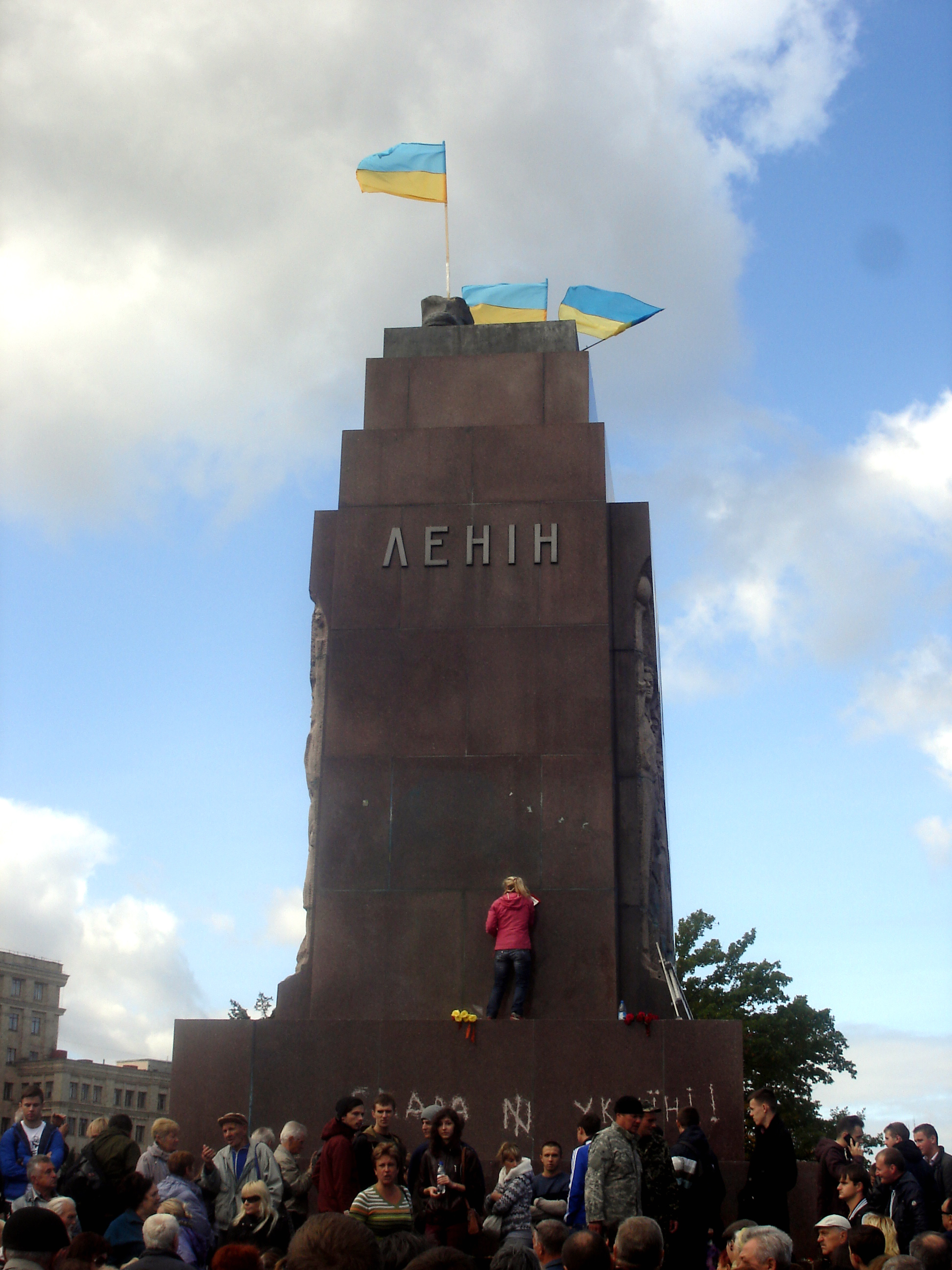
Piedistallo della statua di Lenin di Charkiv il giorno dopo il suo abbattimento da parte di dimostranti pro-Maidan (2014)

Per decomunistizzazione o desovietizzazione dell'Ucraina s'intende quel processo di decomunistizzazione (in ucraino декомунізація?, dekomunizacija) volto alla rimozione delle tracce del passato sovietico nella nazione ucraina rimuovendo statue e monumenti, rinominando luoghi ed eliminando i simboli comunisto-sovietici.
Iniziata subito dopo l'indipendenza dell’Ucraina nel 1991, la decomunistizzazione è rimasta per molto tempo blanda e disomogenea, per poi subire un’accelerazione dopo la "rivoluzione di Euromaidan" e la promulgazione di leggi che hanno messo al bando i simboli comunisti.

## Storia
La decomunistizzazione a livello nazionale iniziò de facto con la messa al bando il 30 agosto 1991 dello storico Partito Comunista dell'Ucraina fondato nel 1918, avvenuta subito dopo il colpo di Stato fallito a Mosca, pochi giorni prima della dichiarazione d'indipendenza dell'Ucraina. I primi provvedimenti di desovietizzazione furono appoggiati dal presidente Kravčuk, con la reintitolazione di molte località da parte dei radi locali. Il processo fu però meno radicale e capillare rispetto a quello messo in atto negli Stati baltici e negli ex-membri del patto di Varsavia ed ebbe un successo rilevante solo nella parte occidentale del paese: infatti in Galizia e Volinia, dove già dal 1990 era in atto una decomunistizzazione a livello locale, vennero rimossi in pochi anni circa 2000 monumenti a Lenin. Nell'Ucraina centrale e nelle zone russofone dell'est (queste ultime storicamente più legate alla Russia ed all'industrializzazione staliniana) vi furono fino alla metà degli anni 2000 solo alcuni tentativi sporadici. Inoltre la stessa Verchovna Rada, il 14 maggio 1993, consentì la costituzione di partiti di ispirazione comunista, permettendo così a formazioni politiche come il PCU di partecipare alle elezioni per oltre vent'anni. Nel 2001, con la legge sullo stemma dell'Ucraina, si stabilì la rimozione dei simboli "dell'URSS, [...] gli slogan del PCUS" dagli edifici "non iscritti al registro dei monumenti storici e culturali."
Una nuova spinta alla decomunistizzazione ci fu con la rivoluzione arancione e la presidenza Juščenko: questi infatti, tra il 2007 ed il 2009 promulgò una serie di ukazi coi quali si imponeva la rimozione dei monumenti e memoriali dedicati a personalità del regime sovietico legate all'holodomor.  A seguito di questi ukazi vennero abbattute dalle autorità altre 500 statue di Lenin ed il monumento a Grigorij Petrovskij eretto a Kiev. A livello locale, nelle regioni orientali, queste iniziative furono criticate dai membri del PCU e di altri partiti comunisti o filosovietici ed ebbero come risposta l'inaugurazione di nuovi monumenti a Lenin a Novosvitovka e Sverdlovsk e di una statua di Stalin (la prima eretta in Ucraina dopo la morte del dittatore) davanti alla sezione del PCU di Zaporižžja. D'altra parte, verso la fine del decennio, iniziò una serie di atti vandalici da parte di gruppi nazionalistici contro le statue sovietiche rimaste in piedi. La decomunistizzazione subì una battuta d'arresto con l'elezione di Viktor Janukovyč, che durante la sua presidenza incentivò la costruzione di monumenti legati alla grande guerra patriottica e fece approvare una legge per introdurre la bandiera della Vittoria per ingraziarsi una parte del paese nostalgica del passato sovietico.

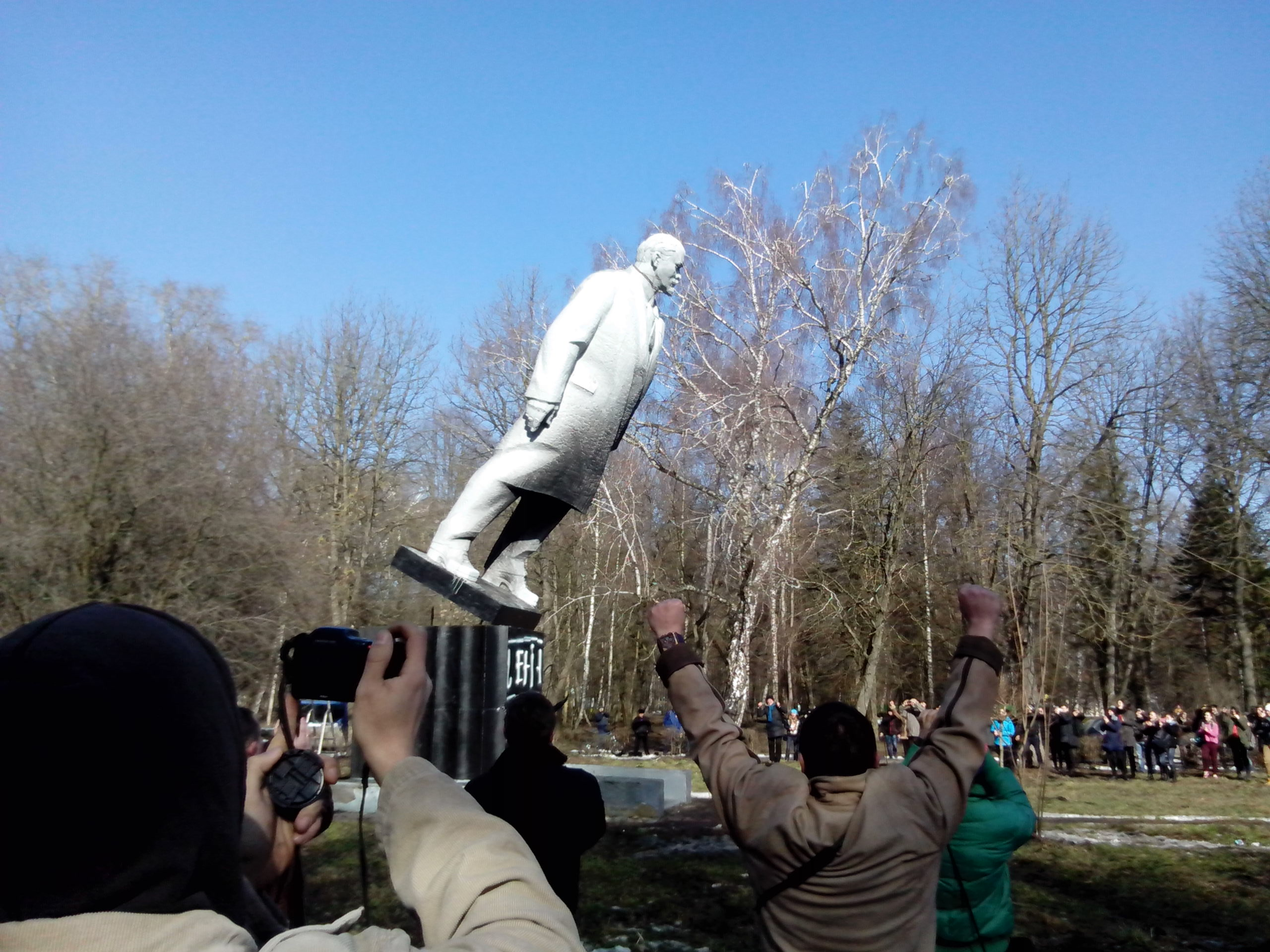
Abbattimento di una statua di Lenin in un parco di Chmel'nickyj (2014)

Il risentimento verso i monumenti sovietici insito in parte della popolazione riemerse durante le proteste di Euromaidan, durante le quali iniziò la cosiddetta Leninopad (Ленінопад; "pioggia dei Lenin"), ossia l'abbattimento da parte dei dimostranti delle statue comuniste, principalmente di Lenin, rimaste in piedi. Tra la fine del 2013 e la fine del 2014 furono distrutti o rimossi 552 monumenti a Lenin (a Kiev, Charkiv, Dnipropetrovs'k, Odessa, Žytomyr, Chmel'nyc'kyj, Berdičiv e in altre località) e diverse decine di monumenti dedicati ad altri esponenti del regime sovietico. Dopo l'impeachment e la fuga di Janukovyč, alcuni degli abbattimenti avvennero con l'autorizzazione delle autorità.
Il 9 aprile 2015 la Verchovna Rada approvò un "pacchetto decomunistizzante", quattro leggi con le quali, oltre a celebrare ufficialmente "qualsiasi organizzazione che abbia combattuto per l'indipendenza dell'Ucraina nel XX secolo", si misero al bando, insieme all'ideologia e ai simboli nazionalsocialisti, la propaganda ed i simboli comunisti, in quanto espressione di regimi totalitari. In particolare si identificava il regime sovietico come fautore di un "terrore di Stato." Le leggi anticomuniste furono poi firmate dal presidente Porošenko il 15 maggio e pubblicate sulla Holos Ukraïny, entrando in vigore il 21 maggio. Le nuove norme prevedevano anche la rimozione di ogni simbolo del passato sovietico e del comunismo in genere (statue, slogan, stemmi, bandiere, ecc.), ad eccezione di quelli presenti in memoriali e cimiteri della seconda guerra mondiale o usati in contesti artistici e divulgativi. Una delle quattro leggi sostituì in ogni contesto ufficiale la definizione "grande guerra patriottica" con "seconda guerra mondiale." Vennero anche rimosse le stelle a cinque punte dalle spalline dei militari, sostituendole con un altro simbolo.
Uno degli scopi principali delle leggi era quello di modificare i nomi di tutte quelle località intitolate a personaggi del passato sovietico e venne imposto un termine di sei mesi per il completamento dell'operazione; tuttavia nell'autunno del 2015 il processo ebbe una battuta di arresto a causa, secondo il coordinatore della commissione per la decomunistizzazione dell'oblast' di Černihiv Vasyl' Čepurnyj, "della paura dei capi delle comunità locali di perdere voti alle elezioni di ottobre."
Per il 2017 furono rimosi 2389 monumenti sovietici, tra cui gli ultimi 1320 dedicati a Lenin rimasti nel territorio controllato dal governo ucraino e presenti nei registri pubblici. La gran parte di queste sculture fu distrutta o fusa. Alcune delle statue e dei gruppi scultorei più grandi vennero conservati in previsione dell'apertura di un "museo della propaganda monumentale dell'URSS" a Kiev. Nel 2019 venne aperto un museo a cielo aperto sul totalitarismo sovietico nella foresta Spadščanskyj, nell'oblast' di Sumy.
Tra il 2017 e il 2018, il consiglio comunale di Kiev ha approvato la ridenominazione di molti spazi pubblici della città che richiamavano al periodo sovietico: tra questi un ponte, una stazione metropolitana e alcune strade.
Nel 2023 la statua monumentale Madre Ucraina di Kiev, è stata "desovietizzata" sostituendo lo stemma con falce e martello presente sullo scudo con il tridente ucraino.

### Situazione nel Donbass, in Crimea e nei territori sotto il controllo delle forze armate russe
Nei territori controllati dalle repubbliche popolari di Doneck e Lugansk, così come in Crimea, la maggior parte dei monumenti sovietici sono rimasti in piedi. Nonostante la Crimea e i territori di gran parte delle oblast' di Donec'k e Lugans'k non fossero più sotto il controllo diretto di Kiev, il parlamento ucraino ridenominò formalmente 148 località di quelle aree.
Con l'avanzata delle truppe russe durante l'invasione dell'Ucraina del 2022, le località occupate videro il ritorno alla vecchia toponomastica, nonché una nuova erezione delle statue di Lenin abbattute in precedenza.

## Conseguenze

### Reazioni interne all'Ucraina

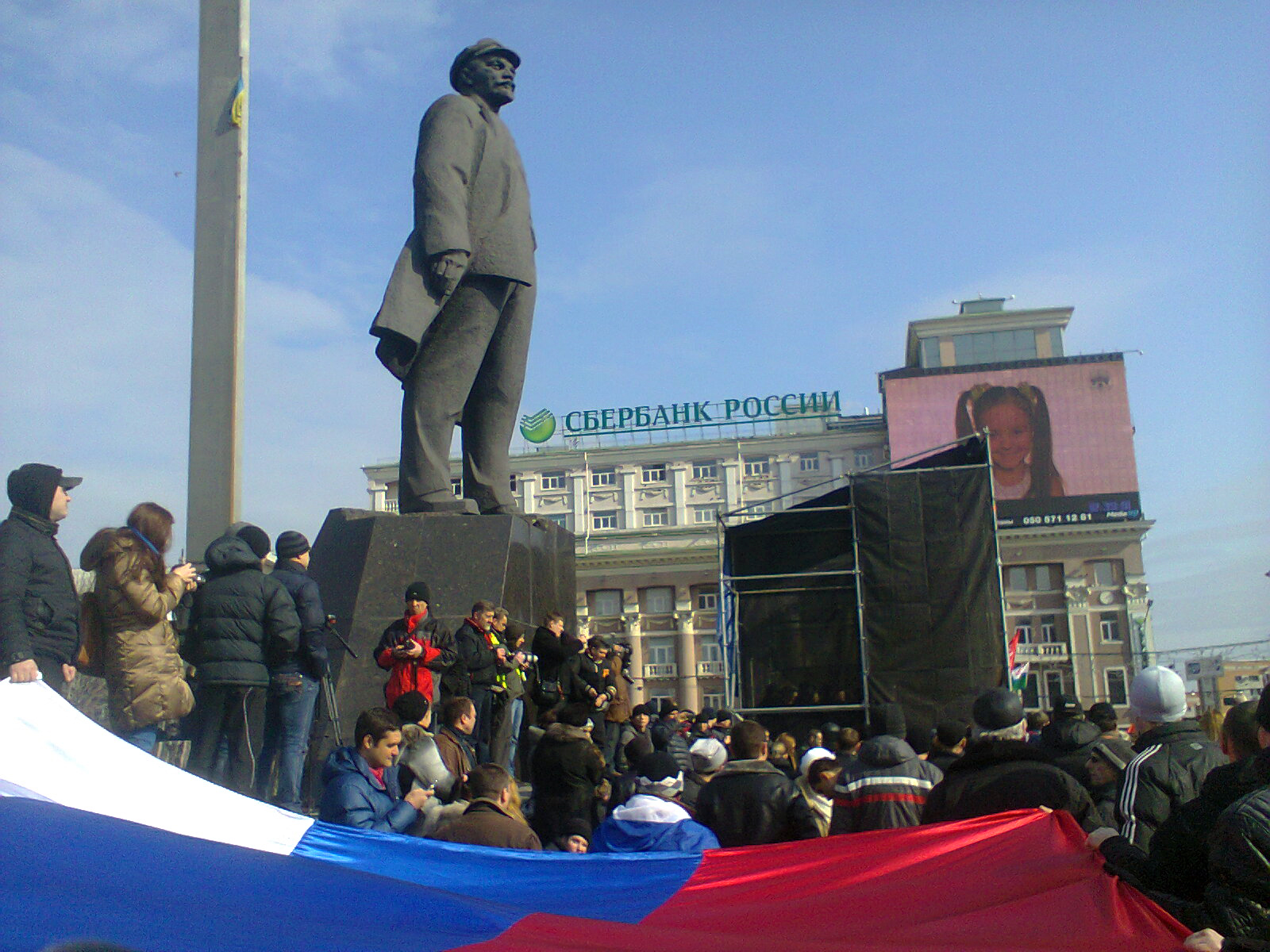
Manifestanti filorussi in piazza Lenin a Donec'k nel marzo 2014. Le regioni controllate dai separatisti della repubbliche di Doneck e Lugansk sono le uniche aree in cui la decomunistizzazione post-Maidan non ha avuto luogo.

Il giorno prima dell'approvazione delle leggi anticomuniste, il presidente dell'istituto ucraino della memoria nazionale sollecitò i parlamentari a votare a favore sostenendo che "condannare i crimini non è una questione di vendetta, è una questione di giustizia. I paesi europei sopravvissuti al totalitarismo hanno approvato leggi che hanno confermato che lo Stato appena formato si impegna a non ripetere mai più pratiche totalitarie".
L'opposizione filorussa presente nella Rada contestò la campagna di decomunistizzazione, sostenendo che sarebbe costata tra i 7 ed i 15 miliardi di UAH.
All'indomani del voto della Rada, un gruppo di 70 intellettuali scrisse una lettera a Porošenko, criticando l'impostazione antisovietica e la legittimazione implicita delle azioni dell'Organizzazione dei Nazionalisti Ucraini (OUN) e dell'Esercito insurrezionale ucraino (UPA) delle leggi. Nel maggio 2017 46 parlamentari, principalmente appartenenti al partito filo-russo Blocco di Opposizione, presentarono un ricorso alla Corte costituzionale ucraina sollevando una questione di legittimità costituzionale delle leggi anticomuniste. Il 16 giugno 2019 la Corte rigettò il ricorso.
In un sondaggio condotto in Ucraina nel novembre 2016, il 45% degli intervistati si dichiarò favorevole alla rimozione delle statue di Lenin, il 48% contro e l'11% indeciso; il 57% si disse contrario al cambio di tutti i nomi della città di derivazione sovietica, mentre il 49% si dichiarò favorevole ed il 44% contrario ad una campagna di ridenominazione selettiva. Un altro sondaggio, nel 2020, riscontrò un 30% degli intervistati favorevoli alla campagna di ridenominazione, un 44% contrario ed un 22% indifferente. Nello stesso sondaggio il 34% si espresse a favore della condanna dell'URSS come "stato totalitario legato ad una politica di terrore", il 31% contrario, il 13% indeciso ed il 15% indifferente. I maggiori sostenitori della decomunistizzazione risultavano essere i filo-europeisti.

### Reazioni internazionali
Dunja Mijatović, rappresentante OSCE per la libertà dei media, scrisse nel maggio del 2015 a Petro Porošenko, lamentando la formulazione vaga delle leggi anticomuniste, che "può facilmente portare alla soppressione del discorso politico, provocatorio e critico, soprattutto nei media." Amnesty International, nel dicembre 2015, criticò la messa al bando del Partito Comunista dell'Ucraina fondato nel 1993, parlando di una "flagrante violazione della libertà di espressione e di associazione." La commissione di Venezia, in un parere congiunto con l'OSCE/ODIHR del dicembre 2015, stabilì, pur riconoscendo all'Ucraina il diritto di mettere al bando i simboli di regimi totalitari, che le leggi del 2015 erano troppo larghe nel bandire a priori certe associazioni politiche.
Le leggi anticomuniste suscitarono molte critiche in Russia: già prima della loro approvazione, Konstantin Dolgov, commissario del ministero degli esteri russo per i diritti umani, definì l'equiparazione del comunismo con il nazismo "contraria al diritto internazionale e alle decisioni di Norimberga." Poco dopo il voto favorevole della Rada, il ministro degli esteri russo Lavrov disse che l'Ucraina "stava cancellando il [suo] passato eroico" e che le nuove norme di "stampo totalitario" danneggiavano la libertà di pensiero; in un comunicato, il segretario del Partito comunista della Federazione russa Zjuganov dichiarò che "la giunta banderista" aveva compiuto "un ulteriore passo verso l'instaurazione del neofascismo" in Ucraina. Rossijskaja Gazeta definì "banderiste" ed "apologetiche" le politiche anticomuniste.
Vladimir Putin, il 21 febbraio 2022, pochi giorni prima dell'invasione dell'Ucraina, disse, dopo aver sostenuto che l'Ucraina era null'altro che una creazione di Lenin, che "la Russia era pronta a mostrare agli ucraini il vero significato di decomunistizzazione."
Le decomunistizzazione ha provocato le lamentele di molti partiti di sinistra ed estrema sinistra, come il Partito Comunista Britannico, Partito Comunista Portoghese, il Polo di Rinascita Comunista in Francia, il Partito Comunista di Grecia, Rifondazione Comunista ed il nuovo Partito Comunista Italiano, il Partito Comunista del Venezuela. Nel 2014 l'europarlamentare francese Jean-Luc Mélenchon disse che la messa al bando del partito comunista ucraino faceva parte delle "politiche neonaziste" di Kiev.